# Dachsbusch
Dachsbusch ist ein Naturschutzgebiet in der Gemarkung Glees im Landkreis Ahrweiler (Rheinland-Pfalz). Es wurde von der Bezirksregierung Koblenz per Rechtsverordnung vom 17. Februar 1984 ausgewiesen. Es hat eine Größe von sieben Hektar. Schutzzweck ist die Erhaltung des geologischen Aufschlusses, insbesondere einer periglazialen Rutschfalte, aus wissenschaftlichen Gründen.
Siehe auch: Liste der Naturschutzgebiete im Landkreis Ahrweiler